# Ounie Lecomte
Ounie Lecomte (Seul, 1966) è una regista e attrice sudcoreana naturalizzata francese.

## Biografia
Lecomte lascia la Corea del Sud per la Francia all'età di nove anni, quando viene adottata da un pastore protestante. A seguito dei suoi studi come designer di moda lavora per varie pellicole: come attrice per Olivier Assayas (Contro il destino) e come costumista per Sophie Fillières. Nel 1991 ritorna in Corea per recitare la parte di una giovane abbandonata durante l'infanzia alla ricerca delle sue radici. Il film non viene girato ma la Lecomte ritrova la sua famiglia biologica. Nel 2006 aderisce al Fémis Screenwriting Workshop di Eve Deboise, esperienza da cui nasce il suo secondo film, Yeohaengja.

## Filmografia

### Regista
- Quand le nord est d'accord (2001) – cortometraggio
- Yeohaengja (2009)

### Attrice
- After Midnight, regia di Shani S. Grewal (1990)
- Contro il destino (Paris s'éveille), regia di Olivier Assayas (1991)

## Riconoscimenti
Il film Yeohaengja ha valso a Lecomte vari premi, vinti in occasioni quali il Tokyo International Film Festival, il Cinekid Festival (nel 2009), il Palm Springs International Film Festival, l'Oslo Films from the South Festival e il Festival internazionale del cinema di Berlino (nel 2010).